# 세컨드라이브
세컨드라이브(2ndrive)는 국내최초의 개인용 클라우드 서비스로 나우콤에서 운영하는 1테라 용량의 PC, 스마트폰 파일 저장 유료서비스이다. 이후 엔지니어들이 다음과 네이버로 이직하면서 다음 클라우드와 네이버 클라우드가 나오게 되었다. 나우콤의 자회사 제타미디어가 설립되면서 분할되었다.

## 같이 보기
- 나우콤